# Abraxas argyrosticta
Abraxas argyrosticta är en fjärilsart som beskrevs av George Francis Hampson 1907. Abraxas argyrosticta ingår i släktet Abraxas och familjen mätare. Inga underarter finns listade i Catalogue of Life.